# Alexandru Moraru (n. 1883)
Alexandru Moraru (n. 1883, Hațeg, județul Hunedoara – d. secolul XX, Hațeg, județul Hunedoara) a fost un deputat în Marea Adunare Națională de la Alba Iulia , organismul legislativ reprezentativ al „tuturor românilor din Transilvania, Banat și Țara Ungurească”, cel care a adoptat hotărârea privind Unirea Transilvaniei cu România, la 1 decembrie 1918:p. 212.

## Biografie
A făcut școala primară din sat, iar la maturitate se remarcă pe linia luptei pentru drepturile naționale ale românilor:p. 212.

## Activitatea politică

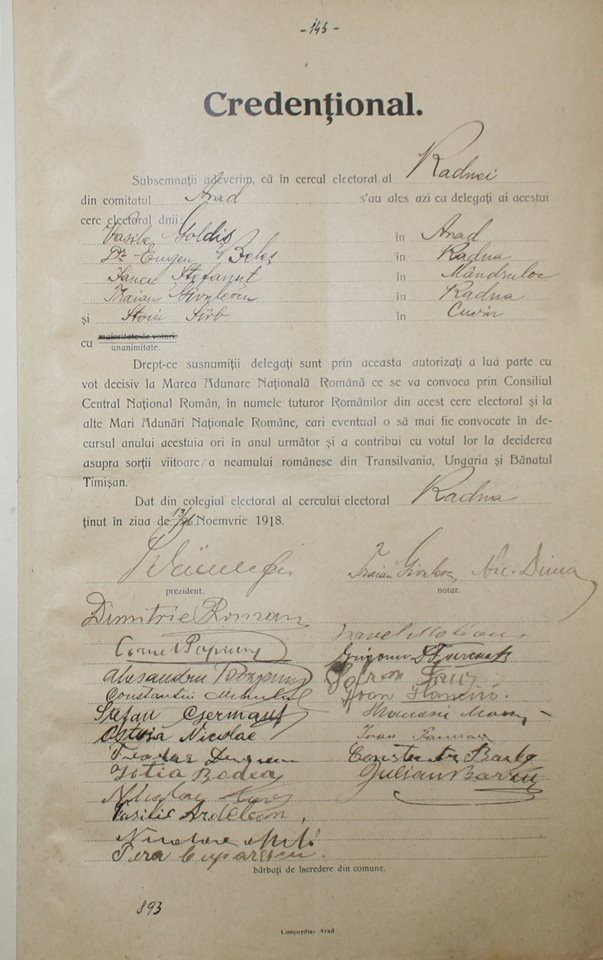
Credențional

Ca deputat în Adunarea Națională din 1 decembrie 1918, Alexandru Moraru a fost delegat al Cercului electoral Hațeg:p. 212.